# Culex saramaccensis
Culex saramaccensis är en tvåvingeart som beskrevs av Bonne-wepster och Cornelis Bonne 1919. Culex saramaccensis ingår i släktet Culex och familjen stickmyggor.
Artens utbredningsområde är Surinam. Inga underarter finns listade i Catalogue of Life.